# Go!!!/W Poncho
Go!!!/W Poncho è un singolo discografico di Stefania Rotolo, pubblicato nel 1977.
Go!!! era la sigla della seconda edizione di Piccolo Slam, varietà televisivo del 1977 dedicato al mondo delle discoteche, che per il notevole successo, viene riconfermato per un secondo ciclo. La sigla, scritta da Marcello Mancini, Franco Miseria e Renato Serio, vince il Telegatto come Migliore Sigla Tv, e il Premio Popolarità di Radio Monte Carlo. Sul lato B è incisa W Poncho, un brano dedicato alla mascotte del programma, il cane Poncho appunto, scritta dagli stessi autori..

## Tracce
Lato A
1. Go!!! – 3:30 (Marcello Mancini-Franco Miseria-Renato Serio)

Durata totale: 3:30
Lato B
1. W Poncho – 3:54 (Marcello Mancini-Franco Miseria-Renato Serio)

Durata totale: 3:54